# Platypolia
Platypolia là một chi bướm đêm thuộc họ Noctuidae.

## Loài
- Platypolia anceps (Stephens, 1850)
- Platypolia contadina (Smith, 1894)
- Platypolia loda (Strecker, 1898)
- Platypolia mactata (Guenée, 1852)